# Socialdemokraterne (Sverige)
 For alternative betydninger, se Socialdemokraterne (flertydig). (Se også artikler, som begynder med Socialdemokraterne)
Sveriges Socialdemokratiske Arbejderparti (på svensk: Sveriges socialdemokratiska arbetareparti, også kendt som Socialdemokraterna) er et større svensk politisk parti. Partiet blev grundlagt i 1889 med Hjalmar Branting som leder. I 1917 forlod flere medlemmer dog partiet for at danne, hvad der i dag er Vänsterpartiet. Partiets nuværende formand er Magdalena Andersson.
Partiets ideologi er socialdemokratisme og deres medlemsskare er primært blandt offentligt ansatte, arbejdsløse, intellektuelle og indvandrere. Megen af partiets magt stammer fra det stærke bånd til den svenske fagbevægelse.
Partiet er medlem af Socialistisk Internationale, De Europæiske Socialdemokrater samt SAMAK. Den officielle ungdomsorganisation er Sveriges Socialdemokratiska Ungdomsförbund.

## Nyere politisk historie
Partiet har traditionelt været regeringsværende i Sverige, kun afbrudt af korte perioder med forskellige borgerlige regeringer. Således lykkedes det Ingvar Carlsson at beholde magten frem til 1991 efter mordet på Olof Palme i 1986. Partiet sad i opposition i perioden 1991-1994, hvor Moderaternas Carl Bildt var statsminister. Hernæst kom Ingvar Carlsson tilbage, inden han trådte tilbage og overgav posten til til partikollega Göran Persson i 1996.

### Valget 2006: Persson mister magten
Indtil Riksdagsvalget 2006 var Göran Persson således partiets leder og landets statsminister. Persson havde siddet i 10 år på posten, og virkede efter vælgernes opfattelse udkørt som statsminister. Flere rygter gik på, at Persson havde udset Anna Lindh som sin efterfølger op til valget i 2006, men da hun blev myrdet nogle år i forvejen, blev dette umuliggjort.
Efter Riksdagsvalget, hvor partiet mistede magten og den borgerlige Alliance for Sverige i stedet fik flertal, meddelte Persson imidlertid, at han fratrådte posten som leder. Den 18. januar 2007 meddelte partiets valgudvalg, at Mona Sahlin var udvalgets eneste kandidat til posten som partiformand.

### Nederlaget i 2010
Efter det katastrofale valgnederlag 19. september 2010, hvor partiet fik sit dårligste resultat i 100 år, valgte Sahlin at træde tilbage som leder. Partiet valgte på en ekstraordinær kongres 25. marts 2011 det 48-årige riksdagsmedlem Håkan Juholt, Oskarshamn, som ny formand for partiet. Flere navne var i spil op til valget, men det var en enig valgkomité (en såkaldt "valberedning"), der indstillede Juholt som ny leder af Socialdemokraterna.
Juholts karriere som socialdemokratisk leder blev dog kort, og han endda med at måtte træde tilbage allerede i januar 2012, hvor han blev fældet af en politisk skandale involverende rod i kørselsregnskaber. I stedet blev Stefan Löfven valgt som ny politisk leder af partiet.

### Valget 2014
Tekst mangler, hjælp os med at skrive teksten

## Valghistorie

### Riksdag
| Valgår | Stemmer   | Procent   | Mandater  | +/– | Regering           | Notater                             |
| ------ | --------- | --------- | --------- | --- | ------------------ | ----------------------------------- |
| 1921   | 630,855   | 36,2 (#1) | 93 / 230  | 18  | Minoritetsregering |                                     |
| 1924   | 725,407   | 41,1 (#1) | 104 / 230 | 11  | Minoritetsregering |                                     |
| 1928   | 873,931   | 37,0 (#1) | 90 / 230  | 14  | I opposition       |                                     |
| 1932   | 1,040,689 | 41,7 (#1) | 104 / 230 | 14  | Minoritetsregering |                                     |
| 1936   | 1,338,120 | 45.9 (#1) | 112 / 230 | 9   | Minoritetsregering |                                     |
| 1940   | 1,546,804 | 53.8 (#1) | 134 / 230 | 22  | Flertalsregering   |                                     |
| 1944   | 1,436,571 | 46.6 (#1) | 115 / 230 | 19  | Minoritetsregering |                                     |
| 1948   | 1,789,459 | 46.1 (#1) | 112 / 230 | 3   | Minoritetsregering |                                     |
| 1952   | 1,729,463 | 46.1 (#1) | 110 / 230 | 2   | Koalitionsregering | Koalition med Landbrugernes Forbund |
| 1956   | 1,729,463 | 44.6 (#1) | 106 / 231 | 4   | Koalitionsregering | Koalition med Landbrugernes Forbund |
| 1958   | 1,776,667 | 46.2 (#1) | 111 / 231 | 5   | Minoritetsregering |                                     |
| 1960   | 2,033,016 | 47.8 (#1) | 114 / 232 | 3   | Minoritetsregering |                                     |
| 1964   | 2,006,923 | 47.3 (#1) | 113 / 233 | 1   | Minoritetsregering |                                     |
| 1968   | 2,420,242 | 50.1 (#1) | 125 / 233 | 12  | Flertalsregering   |                                     |
| 1970   | 2,256,369 | 45.3 (#1) | 163 / 350 | 38  | Minoritetsregering |                                     |
| 1973   | 2,247,727 | 43.6 (#1) | 156 / 350 | 7   | Minoritetsregering |                                     |
| 1976   | 2,324,603 | 42.7 (#1) | 152 / 349 | 4   | I opposition       |                                     |
| 1979   | 2,356,234 | 43.2 (#1) | 154 / 349 | 2   | I opposition       |                                     |
| 1982   | 2,533,250 | 45.6 (#1) | 166 / 349 | 12  | Minoritetsregering |                                     |
| 1985   | 2,487,551 | 44.7 (#1) | 159 / 349 | 7   | Minoritetsregering |                                     |
| 1988   | 2,321,826 | 43.2 (#1) | 156 / 349 | 3   | Minoritetsregering |                                     |
| 1991   | 2,062,761 | 37.7 (#1) | 138 / 349 | 18  | I opposition       |                                     |
| 1994   | 2,513,905 | 45.3 (#1) | 161 / 349 | 23  | Minoritetsregering |                                     |
| 1998   | 1,914,426 | 36.4 (#1) | 131 / 349 | 30  | Minoritetsregering |                                     |
| 2002   | 2,113,560 | 39.9 (#1) | 144 / 349 | 13  | Minoritetsregering |                                     |
| 2006   | 1,942,625 | 35.0 (#1) | 130 / 349 | 14  | I opposition       |                                     |
| 2010   | 1,827,497 | 30.7 (#1) | 112 / 349 | 18  | I opposition       |                                     |
| 2014   | 1,932,711 | 31.0 (#1) | 113 / 349 | 1   | Koalitionsregering | Koalition med Miljöpartiet de Gröna |

### Europa-Parlamentet
| Valgår | Antal stemmer | Procent   | Mandater      | +/–   | Notater |
| ------ | ------------- | --------- | ------------- | ----- | ------- |
| 1995   | 752,817       | 28.1 (#1) | 7 / 22        |       |         |
| 1999   | 657,497       | 26.0 (#1) | 6 / 22        | 1     |         |
| 2004   | 616,963       | 24.6 (#1) | 5 / 19        | 1     |         |
| 2009   | 773,513       | 24.4 (#1) | 5 / 18 6 / 20 | 0 · 1 |         |
| 2014   | 899,074       | 24.2 (#1) | 5 / 20        | 1     |         |

## Partiledere
- Kollektivt lederskab, 1889–1896
- Claes Tholin, 1896–1907
- Hjalmar Branting, 1907–1925
- Per Albin Hansson, 1925–1946
- Tage Erlander, 1946–1969
- Olof Palme, 1969–1986
- Ingvar Carlsson, 1986–1996
- Göran Persson, 1996–2007
- Mona Sahlin, 2007–2011
- Håkan Juholt, 2011–2012
- Stefan Löfven, 2012–2021
- Magdalena Andersson, 2021–